# Matthias Kaltenbrunner
Matthias Kaltenbrunner (* 1987 in Vöcklabruck, Oberösterreich) ist ein österreichischer Historiker.

## Leben
Kaltenbrunner studierte von 2007 bis 2012 Geschichte und Slawistik an der Universität Wien. Seine Diplomarbeit widmete sich der Flucht sowjetischer Kriegsgefangener aus dem KZ Mauthausen im Februar 1945, der so genannten „Mühlviertler Hasenjagd“. Dabei griff er auf Erfahrungen seiner Zivildienstzeit an der Gedenkstätte des KZ Mauthausen sowie seine kontinuierliche Mitarbeit im Archiv der Gedenkstätte zurück. Die Arbeit wurde im Studienverlag publiziert und erhielt zwei Auszeichnungen.
Daran anschließend arbeitete er im Rahmen des DK Galizien und sein multikulturelles Erbe an der Universität Wien an seiner Dissertation zu globalen Migrationsmustern in der heutigen Westukraine seit dem ausgehenden 19. Jahrhundert. Im Jahr 2015 promovierte Kaltenbrunner sub auspiciis praesidentis, der höchstmöglichen akademischen Auszeichnung in Österreich.
In seinen Jahren als Universitätsassistent am Institut für Osteuropäische Geschichte, von 2015 bis 2019, beschäftigte er sich mit dem informellen Automarkt im Polen der Transformationsperiode der 1980er und 1990er Jahre. Darüber hinaus begann er, sich mit den Biografien und Lebenswegen ehemaliger KZ-Häftlinge zu beschäftigen. Sein Interesse gilt dabei den europaweiten und vielsprachigen Netzwerken der Überlebenden. Für diese Projekte forschte er am Deutschen Historischen Institut in Warschau, an der University of Alberta, Kanada, in den Jahren 2020 und 2021 sowie am Harvard Ukrainian Research Institute, an dem er zuletzt 2021 und 2022 Research Fellow war.

## Auszeichnungen
- 2012 Erwin-Wenzl-Anerkennungspreis
- 2012 Herbert-Steiner-Preis des Dokumentationsarchivs des österreichischen Widerstands[4]
- 2015 Promotio sub auspiciis praesidentis rei publicae[5]

## Schriften (Auswahl)
- Der Karabiner von Stalin. Ein sowjetisches Leben zwischen Bürgerkrieg, Konzentrationslager und Gulag (Frankfurt am Main: Campus 2023)
- Das global vernetzte Dorf. Eine Migrationsgeschichte (Frankfurt am Main: Campus 2017)
- Flucht aus dem Todesblock. Der Massenausbruch sowjetischer Offiziere aus dem Block 20 des KZ Mauthausen und die 'Mühlviertler Hasenjagd'. Hintergründe, Folgen, Aufarbeitung (Innsbruck: Studienverlag 2012)